# Хиландарски типик
Хиландарски типик је средњовековни спис на пергаменту. Написао гa је Свети Сава 1200. године након писања Карејског типика. Свети Сава је типиком одредио норме монашког живота у манастиру, као и организацију манастирске управе. Типик је написан по угледу на пролог типика константинопољског манастира Богородице Благодатељице.
Није сачуван оригинал, већ рани препис у облику пергаментног кодекса у Хиландару и вероватно потиче из двадесетих година XIII века.